# 漢普斯特德聖約翰教堂
聖約翰教堂（St John-at-Hampstead）是位於英國康登倫敦自治市漢普斯特德的一座教堂。聖約翰教堂的名稱取自於福音書作者約翰，竣工於1747年，是一座古典主義建築。教堂有著悠久的音樂傳統。聖約翰教堂現在是英國的一級登錄建築。

## 外部連結
- 官方网站